# Симијус (Каљари)
Симијус је насеље у Италији у округу Каљари, региону Сардинија.
Према процени из 2011. у насељу је живело 48 становника. Насеље се налази на надморској висини од 23 м.